# The Naked City
La ciudad desnuda (The Naked City) es una película estadounidense de 1948 dirigida por Jules Dassin y con Barry Fitzgerald, Howard Duff, Dorothy Hart, Don Taylor, Frank Conroy y Ted de Corsia en los papeles principales. Fue galardonada con dos premios Óscar en 1949 en las categorías de mejor fotografía (William H. Daniels) y mejor montaje (Paul Weatherwax). Está preservada desde el año 2007 en el Registro Nacional de Filmes (National Film Registry) de la Biblioteca del Congreso de Estados Unidos, por ser considerada «cultural, histórica o estéticamente significativa».

## Sinopsis
La película muestra la investigación policial que tiene lugar tras la muerte de una joven modelo. Un policía veterano se pone al cargo de la investigación y, junto a otros policías y detectives, intenta encontrar al asesino de la chica.

## Reparto
| Actor            | Personaje                           |
| ---------------- | ----------------------------------- |
| Barry Fitzgerald | Teniente Dan Muldoon                |
| Howard Duff      | Frank Niles                         |
| Dorothy Hart     | Ruth Morrison                       |
| Don Taylor       | Detective Jimmy Halloran            |
| Frank Conroy     | Capitán Donahue                     |
| Ted de Corsia    | Willie Garzah alias Willie Armónica |
| House Jameson    | Doctor Stoneman                     |
| Anne Sargent     | Señora Halloran                     |
| Adelaide Klein   | Señora Paula Batory                 |
| Grover Burgess   | Señor Batory                        |

## Comentarios
La película, filmada en blanco y negro y con estilo semidocumental, se rodó en las calles de Nueva York, y muestra lugares emblemáticos como el puente de Williamsburg y el edificio Whitehall de Manhattan. 
El productor de la película, Mark Hellinger, puso la voz en off en el filme. 
Según el libro Noir Style, de Alain Silver y James Ursini, la estética de La ciudad desnuda se inspiró en el fotógrafo neoyorquino Weegee, que publicó un libro de fotos sobre la vida de la ciudad de Nueva York bajo el título Naked City (1945).